# Helena Dragaš
Helena Dragaš, en serbi Јелена Драгаш (Jelena Dragaš), en grec medieval Ἑλένη Δραγάση, nascuda cap a l'any 1372 i morta el 23 de març de 1450, va ser l'emperadriu consort de l'emperador romà d'Orient Manuel II Paleòleg i mare dels dos últims emperadors, Joan VIII Paleòleg i Constantí XI Paleòleg. Al final de la seva vida es va fer monja. És venerada com a santa per l'Església ortodoxa oriental amb el seu nom monàstic, com a Santa Hipomona (Ὑπομονὴ, Paciència).

## Família
Helena era filla del noble serbi Constantí Dragaš, governador, en temps de la caiguda de l'Imperi Serbi, de la ciutat de Kiustendil. La seva mare era la primera esposa de nom desconegut, de Constantí Dragaš (no la seva segona esposa, la madrastra d'Helena, Eudòxia de Trebisonda). Constantí era net del rei serbi Esteve Uroš III de Dečani. La seva madrastra era filla d'Aleix III de Trebisonda i de Teodora Cantacuzena.

## Emperadriu
Era coneguda per la seva bellesa, pietat, saviesa i justícia. Després de la mort del seu marit, el 21 de juliol de 1425, es va fer monja al monestir de Bítola. Va ajudar a establir una residència per a gent gran, amb el nom «L'esperança dels desesperats».
Quan el seu fill gran, Joan VIII Paleòleg, va morir el 1448, es va disputar la successió entre Constantí XI, el fill més gran que restava viu i hereu escollit de Joan, i el seu germà petit, l'ambiciós però inepte, Demetri II Paleòleg. Com a emperadriu, Helena va recolzar Constantí i va assumir la regència a Constantinoble mentre els seus fills competien pel tron. Finalment va convèncer el sultà Murat II perquè intervingués a favor de Constantí, i va aconseguir que pugés al tron el gener de 1449. Quan Constantí va ser emperador, va prendre el nom de Constantí XI Dragases Paleòleg, a partir del nom de la seva mare Helena Dragaš.
Helena va morir el 23 de març de 1450 a Constantinoble. És venerada per l'Església ortodoxa com a santa, i la seva festivitat es commemora el 29 de maig, dia de la caiguda de Constantinoble sota els otomans i de la mort del seu fill Constantí XI. El seu crani, com a sagrada relíquia, es guarda al monestir de Sant Patapi a Loutraki, una ciutat grega al Golf de Corint.

## Fills
Helena Dragaš i Manuel II Paleòleg van tenir deu fills, dos dels quals van ser emperadors. El camarlenc i historiador romà d'Orient Franza, proper a la família Paleòleg, indica l'ordre del seu naixement.
- Una filla mencionada com a filla gran, de la qual no es dona el nom. Possiblement confosa amb Isabel Paleòleg, filla il·legítima de Manuel II
- Constantí Paleòleg, que va morir jove.
- Joan VIII Paleòleg, en grec: Ιωάννης Η' Παλαιολόγος, nascut el 16 de desembre de 1392 i mort el 31 d'octubre de 1448, emperador del 1425 al 1448.
- Andrònic Paleòleg, dèspota de Tessalònica, entre altres càrrecs.
- Una altra filla a la que els textos tampoc li donen cap nom.
- Teodor II Paleòleg, dèspota de Morea.
- Miquel Paleòleg, mort molt jove.
- Constantí XI, en grec Κωνσταντίνος ΙΑ' Δραγάσης Παλαιολόγος, nascut el 8 de febrer de 1405 i mort el 29 de maig de 1453, dèspota de Morea i l'últim emperador romà d'Orient del 1449 al 1453.
- Demetri II Paleòleg, dèspota de Morea.
- Tomàs Paleòleg, dèspota de Morea.[1]